# Dipturus gigas
Dipturus gigas är en rockeart som först beskrevs av Ishiyama 1958.  Dipturus gigas ingår i släktet Dipturus och familjen egentliga rockor. IUCN kategoriserar arten globalt som otillräckligt studerad. Inga underarter finns listade i Catalogue of Life.